# Президентские выборы в Греции (2025)
Президентские выборы в Греции (2025) начались 25 января 2025 года. Это непрямые президентские выборы в Греческой Республике. 31 января 2025 года состоялся второй тур, поскольку ни один кандидат не набрал большинство в парламенте Греции, и результат оказался таким же, как и в первом туре. 6 февраля 2025 года состоялся третий тур голосования, в ходе которого ни один из кандидатов не получил необходимое большинство в 180 голосов. Четвёртый тур прошёл 12 февраля 2025 года. Победу в четвёртом туре одержал Константинос Тасулас.

## Конституционные положения
Согласно статье 32 Конституции Греции, президент избирается на пятилетний срок греческим парламентом на специальной сессии не позднее чем за месяц до истечения срока полномочий действующего президента. В первом и втором турах для избрания требуется большинство в 200 голосов из 300, а в третьем туре порог снижается до 180.
По состоянию на ноябрь 2019 года, после внесения поправок в Конституцию, пункт 4 статьи 32 был изменён. Новая редакция этого пункта выглядит следующим образом: если после трёх туров голосования президент не будет избран, порог для четвёртого тура снижается до 151 голоса. Пятый и последний тур проводится между двумя кандидатами, набравшими наибольшее количество голосов, и решение принимается относительным большинством. Это означает, что шестой тур, который был предусмотрен ранее, больше не проводится.

## Кандидаты

### Христос Раммос
4 декабря 2024 года партия «Новые левые» предложила различным левым партиям объединиться вокруг кандидатуры председателя Управления по защите конфиденциальности коммуникаций (ADAE) Христоса Раммоса. Коммунистическая партия Греции, однако, отказалась поддерживать это предложение, напомнив о своем несогласии с существованием института президента. Сам Раммос отказался от выдвижения своей кандидатуры.

### Катерина Сакелларопулу
В соответствии с положениями Конституции, уходящая с поста президента Катерина Сакелларопулу имеет право быть переизбранной на второй пятилетний срок. Тем не менее, она была объектом большой критики, как за предполагаемое бездействие в отношении нарушений верховенства закона, за которые критиковалось консервативное правительство, так и за свою прогрессивную позицию по вопросам прав ЛГБТ и беженцев, подвергавшуюся критике со стороны противоположных политических сил. Более того, за время её пятилетнего президентского срока администрация президента потерпела беспрецедентную утрату популярности.

### Константинос Кириаку
13 января 2025 года в интервью радиостанции председатель партии «Ники» Димитрис Натсиос объявил о своем предложении выдвинуть в качестве кандидата Константиноса Кириаку, представителя греческого меньшинства Албании и члена своей партии, который был заключён в тюрьму во времена социалистического режима Албании в 1970-е годы.

### Константинос Тасулас
15 января 2025 года премьер-министр Кириакос Мицотакис в телевизионном обращении объявил о своём намерении выдвинуть спикера парламента Константиноса Тасуласа кандидатом в президенты.

### Лука Кацели
13 января 2025 года экономист, университетский профессор и бывший министр ПАСОК Лука Кацели была предложена в качестве кандидата президентом СИРИЗА. Сократисом Фамеллосом как «личность, которая может объединить греческих женщин и греческих мужчин в качестве общей кандидатуры прогрессивных партий нашей страны».

### Никос Константопулос
Зои Константопулу, лидер партии «Курс свободы», выдвинула в качестве кандидата своего отца, Никоса Константопулоса, бывшего лидера Синаспизмос и СИРИЗА с 1993 по 2004 год, не поставив его в известность заранее.

### Другие потенциальные кандидаты
На этом фоне многие в «Новой демократии» призывали премьер-министра выдвинуть другого кандидата на президентских выборах, а некоторые депутаты от партии пошли так далеко, что потребовали назначения политического деятеля, выбранного из числа правых. В числе обсуждаемых кандидатов были упомянуты имена бывших премьер-министров Костаса Караманлиса, Панайотиса Пикрамменоса и Антониса Самараса, а также спикера парламента Константиноса Тасуласа.
В рядах парламентского большинства также рассматривалась возможность выдвижения кандидатуры министра культуры Лины Мендони.

## Результаты
Парламент не смог избрать президента в первом туре голосования, который состоялся 25 января. Константинос Тасулас набрал 160 голосов (при необходимых 200), Лука Кацели — 40, Тассос Янницис — 34 и Константинос Кириаку — 14. Поскольку ни один из кандидатов не получил большинства в парламенте, 31 января был проведен второй тур голосования. Во втором туре депутаты проголосовали в том же соотношении, что и в первом, при этом ещё 52 члена парламента воздержались от голосования. Третий тур, в ходе которого требуемое большинство было снижено до 180, состоялся 6 февраля, и результаты голосования практически не изменились. Финальный тур прошёл 12 февраля, для проведения которого потребуется простое большинство в 151 голос. В финальном туре победу одержал Константинос Тасулас, став избранным президентом Греции. Он вступит в должность 13 марта 2025 года.
| Кандидаты             | Кандидаты             | Выдвинут              | Первый тур | Первый тур | Второй тур | Второй тур | Третий тур | Третий тур | Четвёртый тур | Четвёртый тур |
| Кандидаты             | Кандидаты             | Выдвинут              | Голоса     | %          | Голоса     | %          | Голоса     | %          | Голоса        | %             |
| --------------------- | --------------------- | --------------------- | ---------- | ---------- | ---------- | ---------- | ---------- | ---------- | ------------- | ------------- |
|                       | Константинос Тасулас  | Новая демократия      | 160        | 53.87      | 160        | 53.33      | 156        | 53.24      | 160           | 57.97         |
|                       | Тасос Янницис         | ПАСОК                 | 34         | 11.45      | 34         | 11.33      | 31         | 10.58      | 34            | 12.52         |
|                       | Лука Кацели           | СИРИЗА                | 40         | 13.47      | 40         | 13.33      | 40         | 13.65      | 29            | 10.51         |
|                       | Константинос Кириаку  | Ники                  | 14         | 4.71       | 14         | 4.67       | 14         | 4.78       | 14            | 5.07          |
| Общий минимум         | Общий минимум         | Общий минимум         | 200        | 200        | 200        | 200        | 180        | 180        | 151           | 151           |
|                       |                       |                       |            |            |            |            |            |            |               |               |
| Действительные голоса | Действительные голоса | Действительные голоса | 248        | 83.50      | 248        | 82.67      | 241        | 82.25      | 237           | 85.87         |
| Воздержались          | Воздержались          | Воздержались          | 49         | 16.50      | 52         | 17.33      | 52         | 17.75      | 39            | 14.13         |
| Избиратели            | Избиратели            | Избиратели            | 297        | 100        | 300        | 100        | 293        | 100        | 276           | 100           |
| Отсутствующие         | Отсутствующие         | Отсутствующие         | 3          | 1.00       | 0          | 0          | 7          | 2.33       | 24            | 8.00          |
| Всего                 | Всего                 | Всего                 | 300        | 99.00      | 300        | 100        | 300        | 97.67      | 300           | 92.00         |